# Походът
„Походът“ е албум на българската рок група „Ахат“, издаден през 1989 г. от „Балкантон“ и преиздаден през 2003 г. от Harbour Island Records.
Преиздаването му през 2003 г. е един жест към две нови поколения български рок фенове, които не са имали шанса да чуят тези песни. Това се прави без комерсиални цели, като тираж и печалби, и е дигитално ремастерирано преиздаване.
Автор на музиката е китаристът Божидар Главев. Той е написал и текстовете на повечето песни в албума, с изключение на „Дървото“ и „Походът“, написани от Валентин Тодоров. Независимо че не е планиран като такъв, за „Походът“ може да се говори като за концептуален албум. Основните теми, върху които са съсредоточени текстовете в албума, са самоутвърждаването на личността, отстояването на правото на собствен избор, следването на мечтите и нонконформизмът, отчужденето и самотата.
Първата композиция в албума – „Черната овца“ – се превръща в тотален концертен хит и неформален химн на хевиметъл феновете в България в края на 80-те и началото на 90-те години на XX век. Допитване на „БГ радио“ до почитателите на рок музиката в България я поставя на първо място като най-добра българска рок песен.
Албумът съдържа песните:
1. Черната овца
2. Земя на слепци
3. Нашият път
4. Дървото
5. Брадвата
6. Отнесени от вихъра
7. Огнени души
8. Походът